# Supercoupe d'Italie de football 2002
Navigation
Supercoupe d'Italie 2001 Supercoupe d'Italie 2003
La Supercoupe d'Italie 2002 (italien : Suppercoppa italiana 2002) est la quinzième édition de la Supercoupe d'Italie, épreuve qui oppose le champion d'Italie au vainqueur de la Coupe d'Italie. Disputée le 25 août 2002 au Stade du 11-Juin à Tripoli (Libye) devant 40 000 spectateurs, la rencontre est remportée par la Juventus aux dépens de l'AC Parme sur le score de 2-1. Il s'agit de la deuxième édition de la Supercoupe d'Italie à se dérouler à l'étranger, après 1993.

## Participants
La rencontre oppose la Juventus à l'AC Parme. Le club turinois se qualifie grâce au championnat 2002 et les Parmesans se qualifient pour la Supercoupe grâce à leur victoire en Coupe d'Italie 2001-2002. 
Juventus-AC Parme est une confrontation qui s'est déjà déroulée lors de la Supercoupe 1995, qui avait vu la victoire de la Juventus (1-0). Il s'agit de la quatrième finale pour la Juventus et Parme dans cette compétition. De plus, il s'agit aussi d'un remake de la finale de la Coupe d'Italie 2001-2002, qui avait permis à Parme de gagner grâce au but à l'extérieur (1-2 ; 1-0).

## Rencontre

### Feuille de match
| 25 août 2002 | Juventus          | 2 – 1 | Parma       | Stade du 11-Juin, Tripoli                       |                                                 |
| 21:00 CET    | Del Piero 38e 73e |       | 64e Di Vaio | Spectateurs : 40 000 Arbitrage : Stefano Farina | Spectateurs : 40 000 Arbitrage : Stefano Farina |
| 21:00 CET    | (Rapport)         |       |             | Spectateurs : 40 000 Arbitrage : Stefano Farina | Spectateurs : 40 000 Arbitrage : Stefano Farina |

| Juventus | Parma |

| JUVENTUS :     |    |                       |  |     |
|                |    |                       |  |     |
| G              | 1  | Gianluigi Buffon      |  |     |
| D              | 21 | Lilian Thuram         |  |     |
| D              | 13 | Mark Iuliano          |  |     |
| D              | 4  | Paolo Montero         |  |     |
| D              | 24 | Emiliano Moretti      |  | 69e |
| M              | 16 | Mauro Camoranesi      |  | 46e |
| M              | 3  | Alessio Tacchinardi   |  |     |
| M              | 20 | Davide Baiocco        |  |     |
| M              | 11 | Pavel Nedvěd          |  |     |
| A              | 9  | Marcelo Salas         |  | 72e |
| A              | 10 | Alessandro Del Piero  |  |     |
| Remplaçants :  |    |                       |  |     |
| G              | 12 | Antonio Chimenti      |  |     |
| D              | 15 | Alessandro Birindelli |  | 69e |
| D              | 2  | Ciro Ferrara          |  |     |
| D              | 6  | Salvatore Fresi       |  |     |
| M              | 14 | Cristian Zenoni       |  |     |
| A              | 27 | Matteo Brighi         |  | 46e |
| A              | 25 | Marcelo Zalayeta      |  | 72e |
| Entraîneur :   |    |                       |  |     |
| Marcello Lippi |    |                       |  |     |

| PARME :          |    |                     |     |
|                  |    |                     |     |
| G                | 1  | Sébastien Frey      |     |
| D                | 2  | Aimo Diana          |     |
| D                | 21 | Matteo Ferrari      |     |
| D                | 5  | Daniele Bonera      |     |
| D                | 3  | Gianluca Falsini    |     |
| M                | 7  | Marco Marchionni    |     |
| M                | 8  | Sabri Lamouchi      |     |
| M                | 29 | Massimo Donati      | 62e |
| M                | 10 | Hidetoshi Nakata    |     |
| A                | 20 | Marco Di Vaio       |     |
| A                | 9  | Adriano             | 46e |
| Remplaçants :    |    |                     |     |
| G                | 22 | Claudio Taffarel    |     |
| D                | 28 | Paolo Cannavaro     |     |
| D                | 16 | Júnior              |     |
| D                | 24 | Sebastiano Siviglia |     |
| M                | 6  | Simone Barone       | 62e |
| M                |    | Matuzalém           |     |
| A                | 11 | Emiliano Bonazzoli  | 46e |
| Entraîneur :     |    |                     |     |
| Cesare Prandelli |    |                     |     |

| Officiels - Arbitres assistants : - Quatrième arbitre : | Règles de match - 90 minutes. - 30 minutes de prolongations si nécessaire. - Tirs-au-but si le score est encore nul. - Sept remplaçants sur le banc. - Maximum 3 changements. |